# Толлет
Толлет (нем. Tollet) — коммуна (нем. Gemeinde) в Австрии, в федеральной земле Верхняя Австрия. 
Входит в состав округа Грискирхен.  Население составляет 857 человек (на 31 декабря 2005 года). Занимает площадь 10 км². Официальный код  —  40830.

## Политическая ситуация
Бургомистр коммуны — Дагмар Хольтер (АНП) по результатам выборов 2003 года.
Совет представителей коммуны (нем. Gemeinderat) состоит из 13 мест.
- АНП занимает 7 мест.
- СДПА занимает 4 места.
- АПС занимает 1 место.
- Зелёные занимают 1 место.